# Sporendocladia fumosa
Sporendocladia fumosa är en svampart som först beskrevs av Ellis & Everh., och fick sitt nu gällande namn av M.J. Wingf. 1987. Sporendocladia fumosa ingår i släktet Sporendocladia och familjen Ceratocystidaceae.   Inga underarter finns listade i Catalogue of Life.